# 페르푸가스
페르푸가스(Perfugas, 갈루레세: Pelfica, 사르데냐어: Pèifugas)는 이탈리아 사르데냐 주에 있는 사사리도의 코무네 (지방 자치체)로, 칼리아리에서 북쪽으로 약 180 킬로미터 (110 mi) 떨어져 있고 사사리에서 북동쪽으로 약 30 킬로미터 (19 mi) 떨어져 있다.
페르푸가스는 다음 지방 자치체와 접해 있다: 보르티지아다스, 불치, 키아라몬티, 에룰라, 라에루, 마르티스, 산타마리아코기나스, 템피오파우사니아.
명소로는 산 조르조의 제단화(retablo)로 알려진 산타 마리아 델리 안젤리 교회 (16세기-17세기), 사르데냐에서 가장 큰 제단화 중 하나, 카탈루냐 고딕 양식의 산 조르조 교회, 그리고 "프레디오 카노폴리의 성스러운 구덩이"로 알려진 누라게 시대의 고고학 유적지가 있다.